# Palazzo Beneventano del Bosco
(Frase scritta in latino nella lapide del palazzo Beneventano del Bosco)

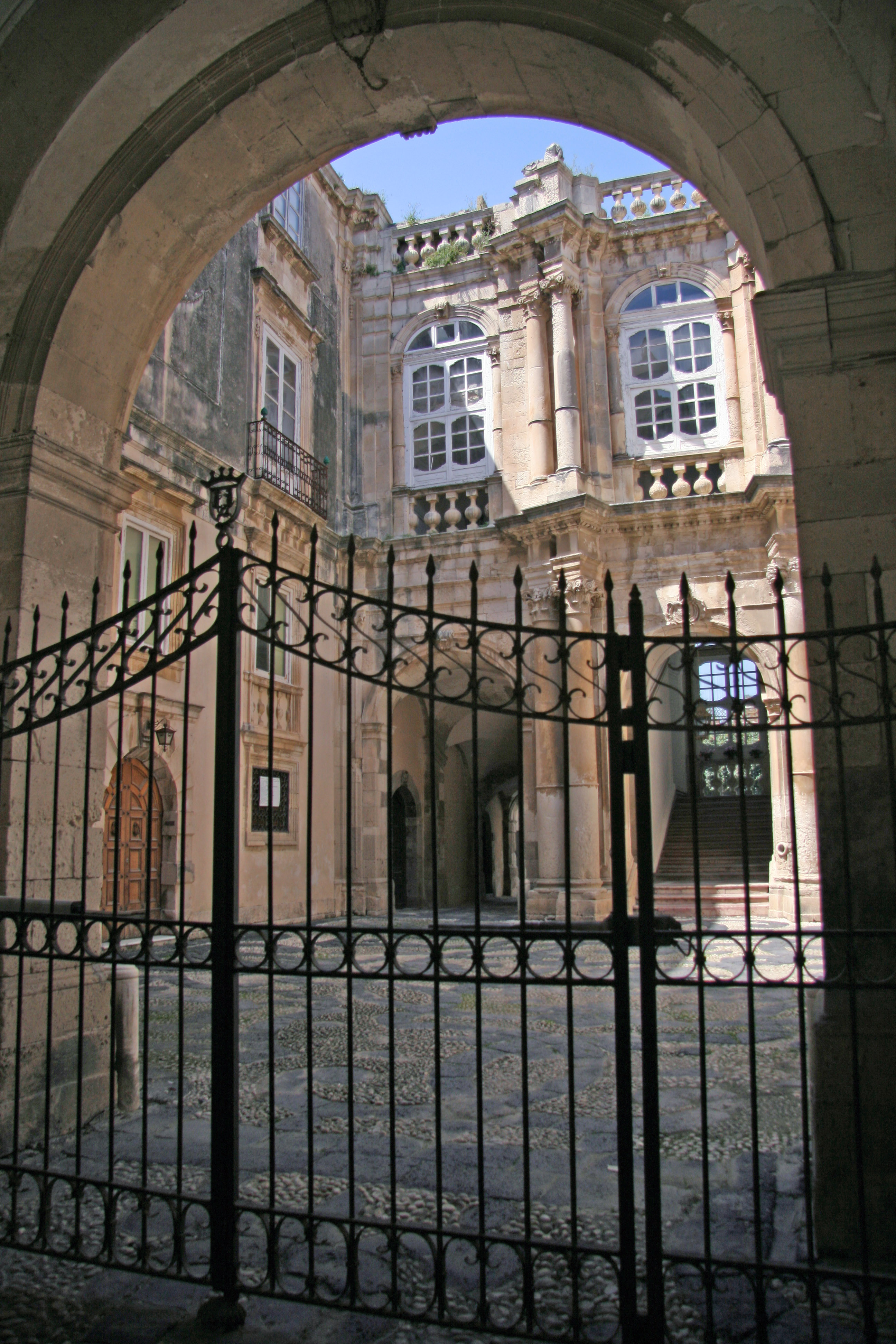
Il cortile interno del palazzo Beneventano del Bosco.

Il Palazzo Beneventano del Bosco è sito in Piazza del Duomo nell'isola di Ortigia a Siracusa. È considerato uno dei più bei palazzi della città.

## Storia

### Il palazzo quattrocentesco
Prima di essere acquistato dalla famiglia nobiliare Beneventano del Bosco, questo palazzo era un sito quattrocentesco, fatto costruire dagli Arezzo, altra nobiliare famiglia che in seguito fece costruire l'adiacente Palazzo Arezzo della Targia, e aveva ospitato tra le sue mura importanti organi giuridici e amministrativi come la Camera Reginale di Siracusa, il Senato della città e la Commenda dei Cavalieri del Santo Sepolcro. Il palazzo fu infine distrutto dal violento terremoto del 1693. Venne poi riacquistato e ricostruito nel 1778 dal barone Guglielmo Beneventano, passando così di proprietà a questa famiglia nobiliare.

### La famiglia nobiliare Beneventano del Bosco
I Beneventano furono un'antica casata nobiliare di Siracusa, Modica e Lentini. Essi possederono numerosi feudi e nelle citate città occuparono sempre posizioni di primo piano. 

Si chiararono Beneventano "del Bosco" perché avevano un vasto feudo tra Siracusa e Floridia; nelle attuali Contrade Case Bianche, Benali, Rigiliffi-Tivoli e Capo Corso, zone che in quel tempo mostravano un folto bosco di macchia mediterranea, da quei luoghi deriva l'appellativo della famiglia Beneventano.

#### Stemma della famiglia Beneventano del Bosco
Arma: d'oro, a tre monti di verde, sormontati da un leone ed un orso di rosso affrontati. Corona di barone.
Immagine dello stemma
Un leone e un orso si affrontano

## Architettura del palazzo

### Elementi architettonici esterni

#### La lapide in onore della visita al palazzo di re Ferdinando
Nel balcone centrale vi è un monolite con le armi gentilizie dei Beneventano e l'epigrafe che ricorda la visita del Re di Borbone.

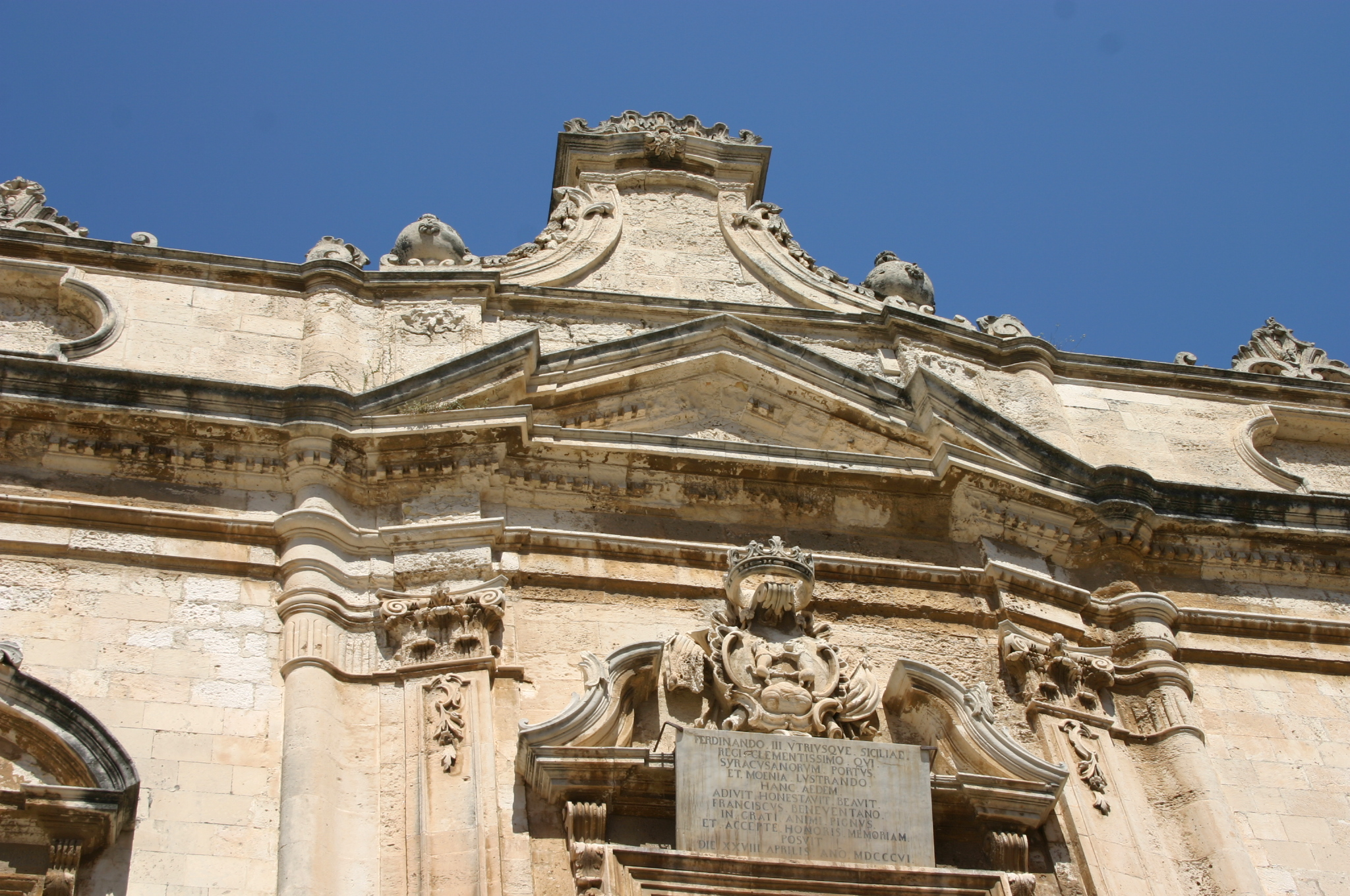
La lapide nella facciata barocca del palazzo con la scritta in latino

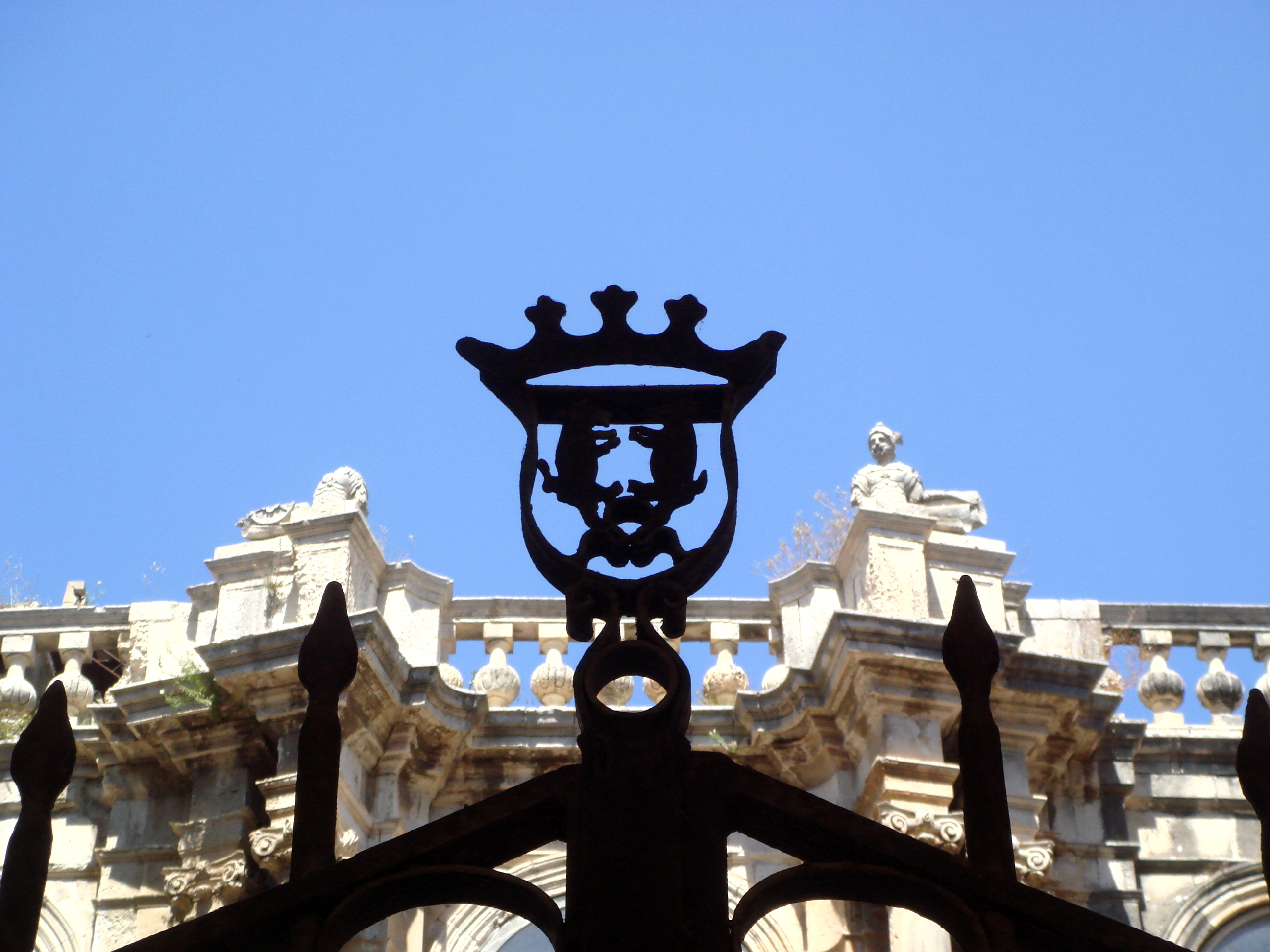
Lo stemma nobiliare scolpito nel cancello

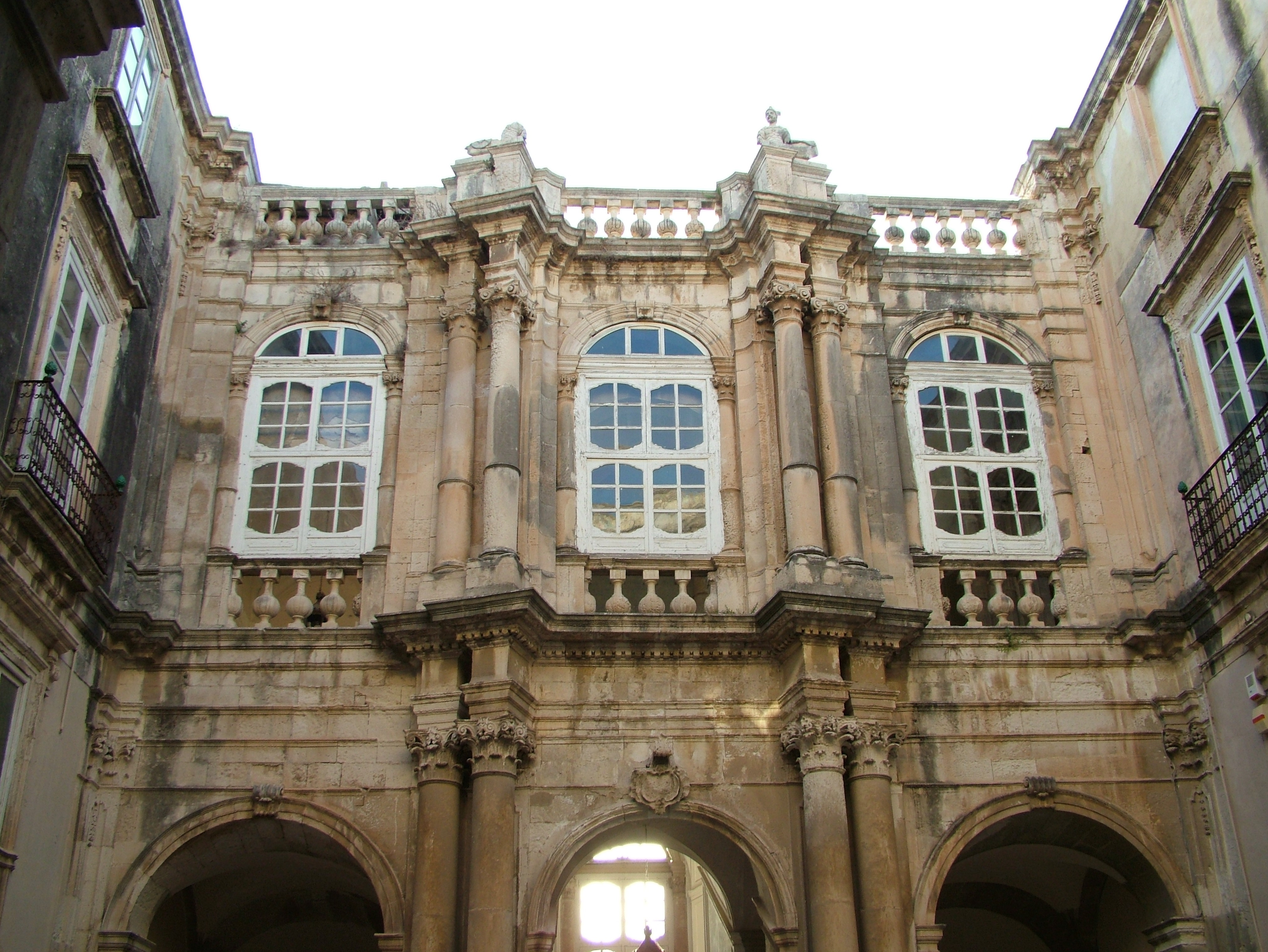
Il portico con le vetrate e altri elementi architettonici.

REGI CLEMENTISSIMO QUI

SYRACUSANORUM PORTUS

ET MOENIA LUSTRANDO

HANC AEDEM

ADIUIT HONESTAVIT BEAVIT

FRANCISCUS BENEVENTANO

IN GRATI ANIMI PIGNUS

ET ACCEPTE HONORIS MEMORIAM

POSVIT

DIE XXVIII APRILIS ANO MDCCCVI»

### La facciata esterna
L'architetto dell'attuale palazzo fu il siciliano Luciano Alì. La sua facciata si divide in tre ordini i cui lati sono delimitati da pilastri a gradoni. Il portale d'ingresso è di forma arcuata e si presenta inquadrato da quattro colonne, due per ogni lato, in stile corinzio; il tutto sorregge un balcone riccamente lavorato.
Ai lati del portale principale vi sono sei portoni più piccoli tutti arcuati, divisi tre per ogni lato e sopra di essi vi sono altrettanti balconcini cinti da lavorate inferriate bombate in ferro battuto. Il balcone posto sopra il portale è anch'esso racchiuso da un parapetto bombato di dimensioni più estese. Al centro della facciata vi è la già citata lapide commemorativa del re.
Queste sei aperture laterali sono sormontate da timpani di forma semicircolare. La trabeazione, in stile merlato, cinge la parte superiore della facciata e presenta al centro un lavorato timpano triangolare. Il terzo piano del palazzo è composto da delle formelle poligonali che delimitano tutti i balconi. Tali formelle sono sormontate da dei frontoni fregiati con elaborate figure floreali scolpite in bassorilievo. Infine il frontone centrale corona la facciata del palazzo ed è delimitato da due pinnacoli a sfera, che sono anche posti sui lati esterni della facciata.

### Il cortile interno
Il palazzo è caratterizzato da un elegante cortile interno con elementi in stile barocco. Oltre l'ingresso vi è un atrio composto da una volta con stucchi e da qui si aprono altri due portali che giungono infine all'interno del palazzo. Proseguendo dritti invece ci si trova di fronte ad un cancello in ferro battuto, recante nella sua cima lo stemma nobiliare dei Beneventano. Oltre il cancello si vedono eleganti finestre vetrate e un porticato a tre arcate. Delle statue poste sul terrazzo vengono viste dal basso verso l'alto creando un effetto di profondità.
La pavimentazione del cortile è data da un elaborato acciottolato bianco e nero, che lo fa sembrare un tappeto disegnato sul pavimento. Proseguendo per i due portoni laterali a quello centrale ci si immette in un altro piccolo cortile, caratterizzato da una fontanella pensile con mascheroni e una balaustra fiorita e traforata del terrazzino.

### Interni del palazzo
Salendo per il portone centrale del cortile si arriva agli interni del palazzo con i relativi piani inferiori e superiori. Le stanze sono riccamente decorate, con affreschi policromi e stucchi ad opera dei palermitani Ermenegildo Martorana e Gregorio Lombardo, il marmoreo è invece catanese. Vi è una elaborata cappella con un grande crocifisso in legno. I mobili sono d'epoca e i cristalli che decorano le stanze furono fatti venire direttamente da Malta e da Venezia. Merita inoltre attenzione la collezione di stampe antiche dei Beneventano esposta nel palazzo, raffiguranti mappe d'epoca sulla città di Siracusa, sulla Sicilia e sull'Italia.

## Ospiti illustri

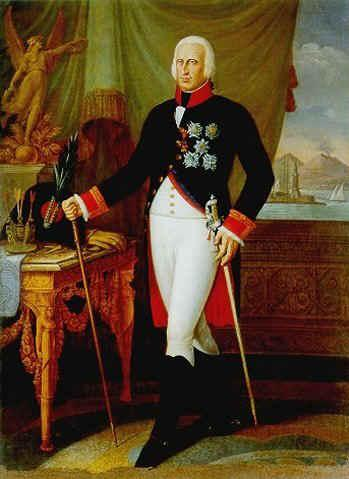
Re Ferdinando III, l'ospite illustre di Palazzo Beneventano del Bosco.

Il palazzo ha ospitato diverse personalità illustri:
- il re Ferdinando III di Borbone venne a Siracusa nel 1806; alloggiò durante la sua permanenza al palazzo Beneventano del Bosco dal quale balcone assistette divertito anche ad una commedia teatrale che i siracusani misero in scena per lui. Ancora oggi la lapide commemorativa posta sotto quel balcone ricorda l'illustre visita che ricevette il palazzo.
- l'ammiraglio Horatio Nelson. Ancor prima del re, a palazzo vi soggiornò anche l'ammiraglio britannico Nelson, quando approdò con la sua flotta a Siracusa, prima e dopo aver sconfitto le navi di Napoleone Bonaparte nelle acque di Abukir.
- l'Ordine equestre del Santo Sepolcro di Gerusalemme. Il palazzo nel 1500 ospitò anche i Cavalieri del Santo Sepolcro che qui trovarono ristoro durante il loro soggiorno a Siracusa. Dopo la loro partenza il palazzo divenne allora sede siracusana della Commenda dell'ordine dei Cavalieri di Malta fondata dal nobile Pietro Borgia nella prima metà del XVII secolo.

## Galleria d'immagini

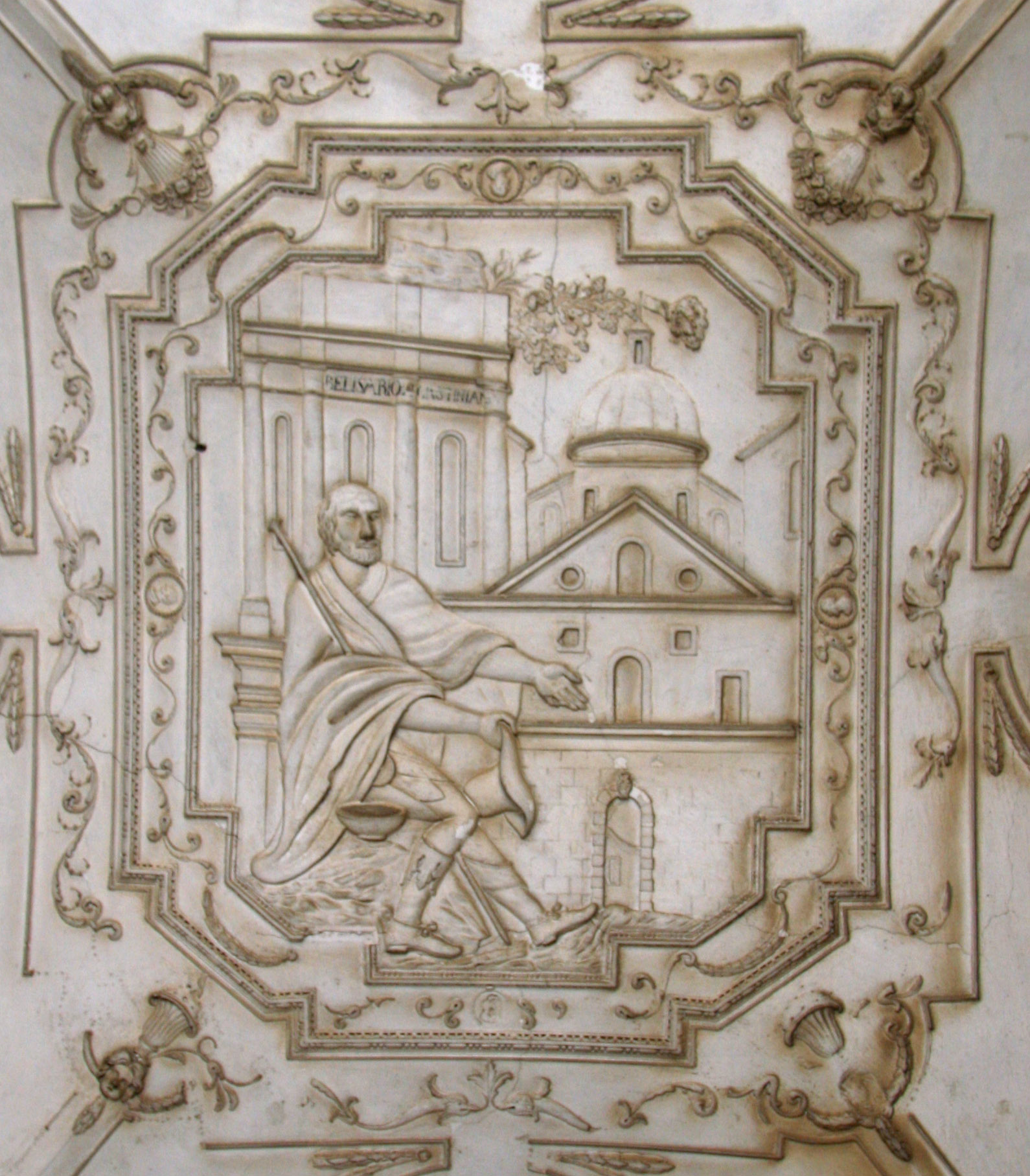
Il Belisario scolpito sopra l'atrio interno del cortile; raffigura un mendicante che chiede l'elemosina.
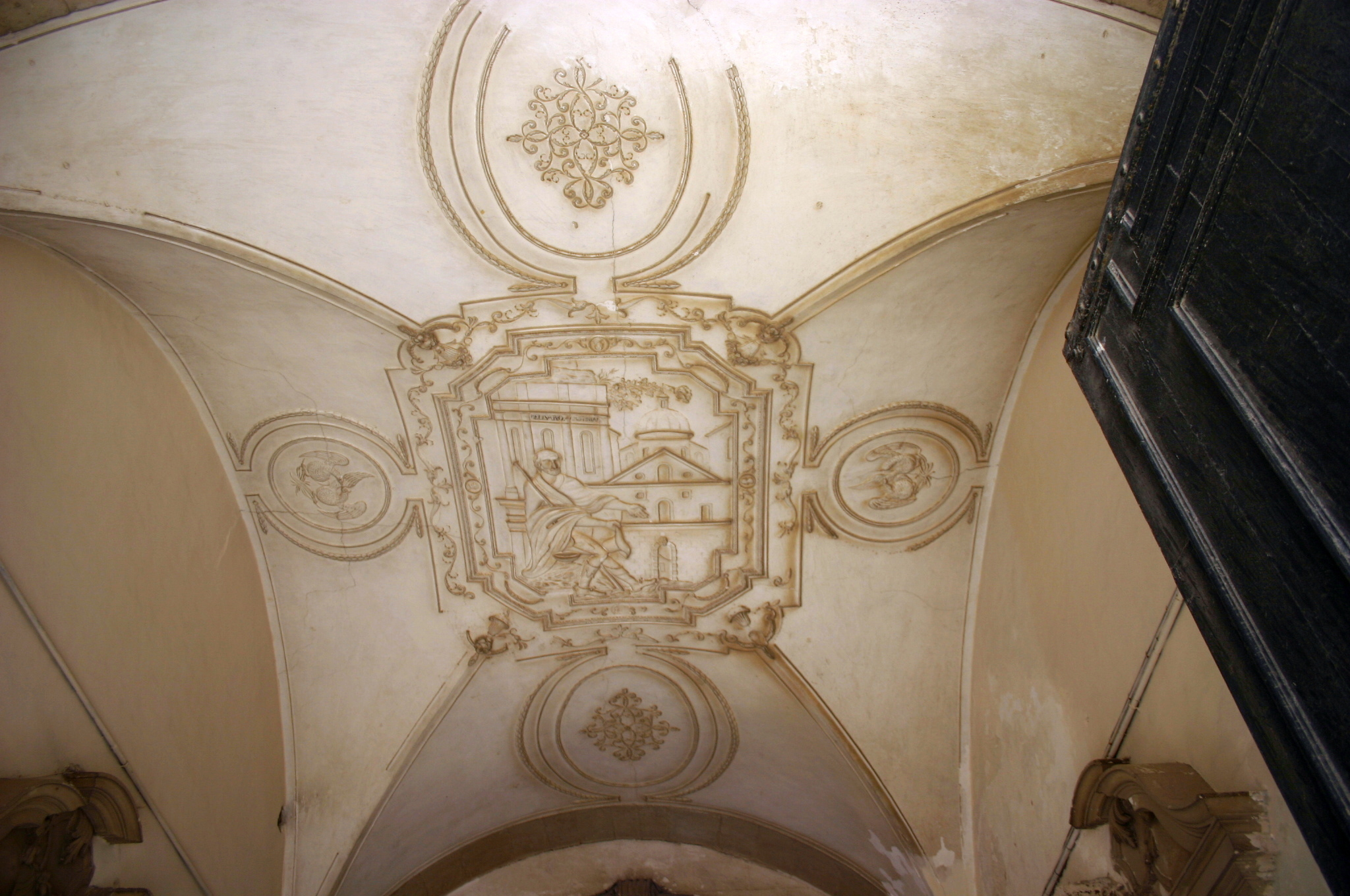
Altra visuale più completa del Belisario nel cortile.
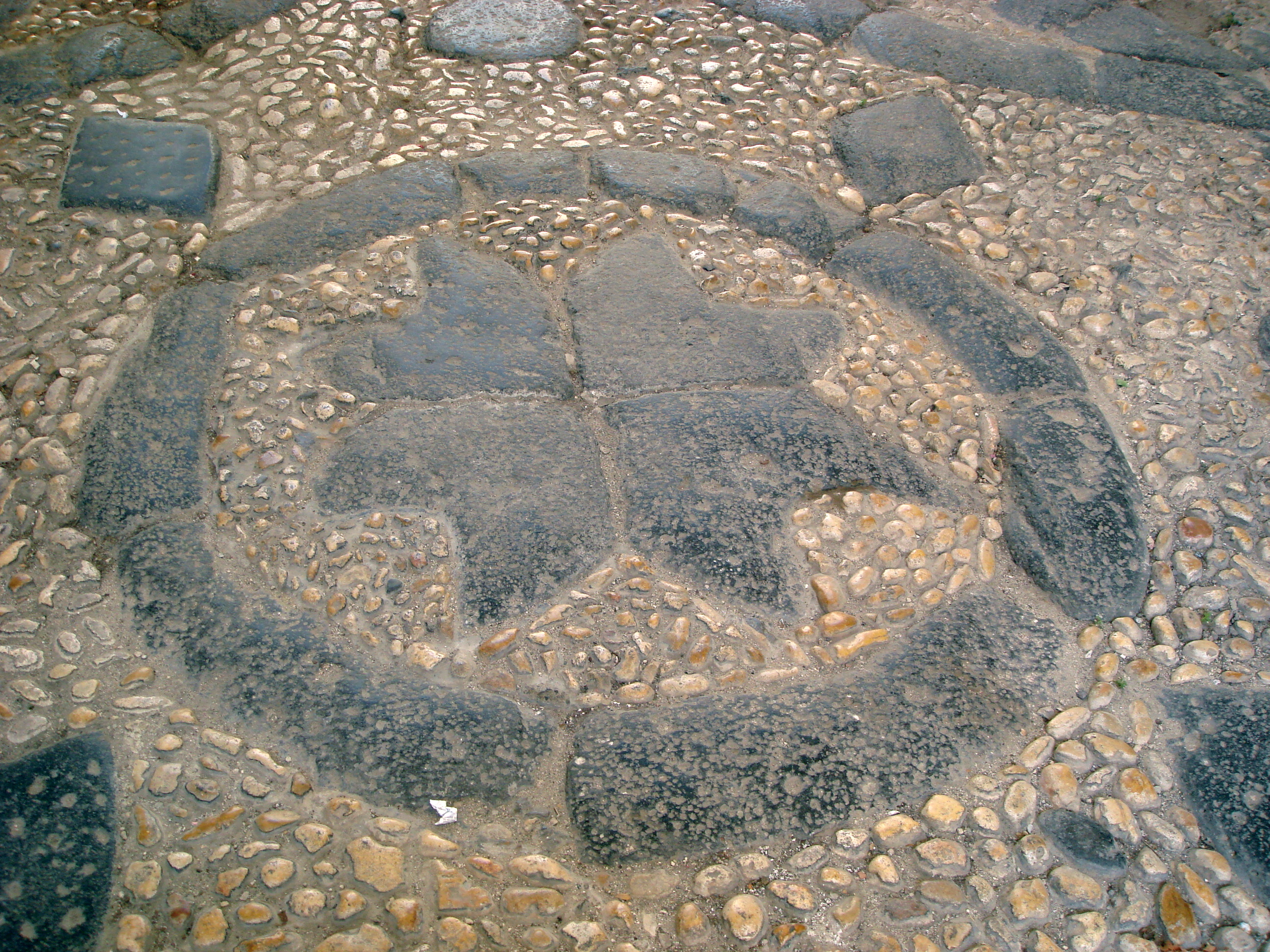
Il disegno del pavimento settecentesco acciottolato bianco e nero.